# Bernard Darke
Bernard Darke (Groot-Brittannië, 1925 – Guyana, 1979) was een Britse priester, jezuïet en journalist van het rooms-katholieke blad Catholic Standard. Hij studeerde in het Saint Peter College in Southbourne en diende ook de Britse Royal Navy gedurende de Tweede Wereldoorlog. In 1946 treedt hij tot de Sociëteit van Jezus en werd jezuïet in Guyana.

## Moord
In 1979 was Darke naar Guyana gereisd om foto's voor de Catholic Standard te maken van het raciale geweld dat in Guyana plaatsvond. De aanhangers van de marxistische dictator Forbes Burnham en zijn People's National Congress waren aan het vechten met de demonstranten van de Work People's Alliance die protesteerden tegen het racistische beleid van de Afro-Guyanese president wat betreft rechten voor de Indo-Guyanezen.
Op het moment dat hij foto's maakte, richtte de knokploeg zich op hem en sloegen hem met knuppels tot hij ten slotte stierf. President Forbes Burnham ontkende dat hij zijn aanhangers opdracht had gegeven buitenlandse verslaggevers aan te vallen of desnoods te doden. 
De leden van de knokploeg behoorden de sekte House of Israel geleid door de Amerikaan David Hill die zichzelf Rabbi Washington noemde. Critici beweerden dat de sekte onschendbaarheid had tijdens het bewind van Burnham, en werd ingezet voor het breken van stakingen en het verstoren van protesten. Door Desmond Hoyte, de opvolger van Burnham, werden Washington en drie andere leiders van de organisatie gearresteerd voor moord op een afvallig lid van de sekte, en werden veroordeeld tot 15 jaar cel.